# Archidiacre de Lancaster
L'archidiacre de Lancaster est un officier ecclésiastique supérieur du diocèse de Blackburn. Créé à l'origine dans le diocèse de Manchester, il a été intégré au nouveau diocèse de Blackburn en 1926.
En tant qu’archidiacre, il est responsable de la supervision disciplinaire du clergé au sein des sept diocèses ruraux suivants : Blackpool, Garstang, Kirkham, Lancaster et Morecambe, Poulton, Preston et Tunstall.
Le poste a été créé, simultanément avec le diocèse de Manchester, par l'Archidiacre de Chester le 31 août 1847 mais est resté vacant jusqu'en 1870.

## Liste des archidiacres
- 1847–1870 : Poste vacant
- 1870–1895 : William Hornby (en)[3] (1810–1899)[4]
- 1896–1905 : Arthur Clarke (en)[5],[6]
- 1905–1909 : William Bonsey (en)[3] (1845–1909)[7]
- 1909–1936 : Phipps Hornby (en) (1853–1936)[8],[9]

Le 12 novembre 1926, le diocèse de Manchester transféra l'archidiaconé au diocèse de Blackburn, nouvellement créé.
- 1936–1950 : Henry Fosbrooke (en)[11]
- 1950–1954 : Benjamin Pollard (en)[12]
- 1955–1959 : Gordon Fallows (en)[13]
- 1959–1966 : Charles Lambert (en)[14]
- 1966–1980 : Geoffrey Gower-Jones (en)[15]
- 1981–1997 : Ken Gibbons (en)[16]
- 1997–1999 : Robert Ladds (en)[17],[18]
- 1999–2005 : Colin Williams (en)[19]

- 2005–2010 : Peter Ballard (en) (né en 1955)[20]

- mars 2011-22 septembre 2019[21] : Michael Everitt (en)[22]
  - 13 avril 2017-présent : Simon Cox, archidiacre adjoint[23]
- 4 février 2020-présent : David Picken (en)[24]